# The Young Person's Guide to the Orchestra
The Young Person's Guide to the Orchestra é uma composição musical para orquestra sinfônica de Benjamin Britten.

## Instrumentos
A ordem em que os instrumentos são ouvidos na obra: 
- Madeiras - flautim, flautas, oboés, clarinetas, fagotes.
- Cordas: primeiros violinos, segundos violinos, violas, violoncelos, contrabaixos, harpa.
- Metais: trompas, trompetes, trombones e tuba.
- Percussão (tocando em conjunto): xilofone, tímpanos, bombo, caixa clara, pratos, pandeiro, tantã.

Na Fuga final da peça Guia dos Jovens para a Orquestra, de Benjamin Britten, um instrumento toca, solo, a melodia da Fuga, e logo depois um outro instrumento entra tocando a mesma melodia, sendo o mesmo processo repetido por um terceiro instrumento e depois um quarto, e assim por diante, até que todos os instrumentos da orquestra de Britten tenham a oportunidade de tocar a melodia da Fuga